# Erioptera flavohumeralis
Erioptera flavohumeralis är en tvåvingeart som beskrevs av Alexander 1924. Erioptera flavohumeralis ingår i släktet Erioptera och familjen småharkrankar. Inga underarter finns listade i Catalogue of Life.